# Gran Palau del Kremlin

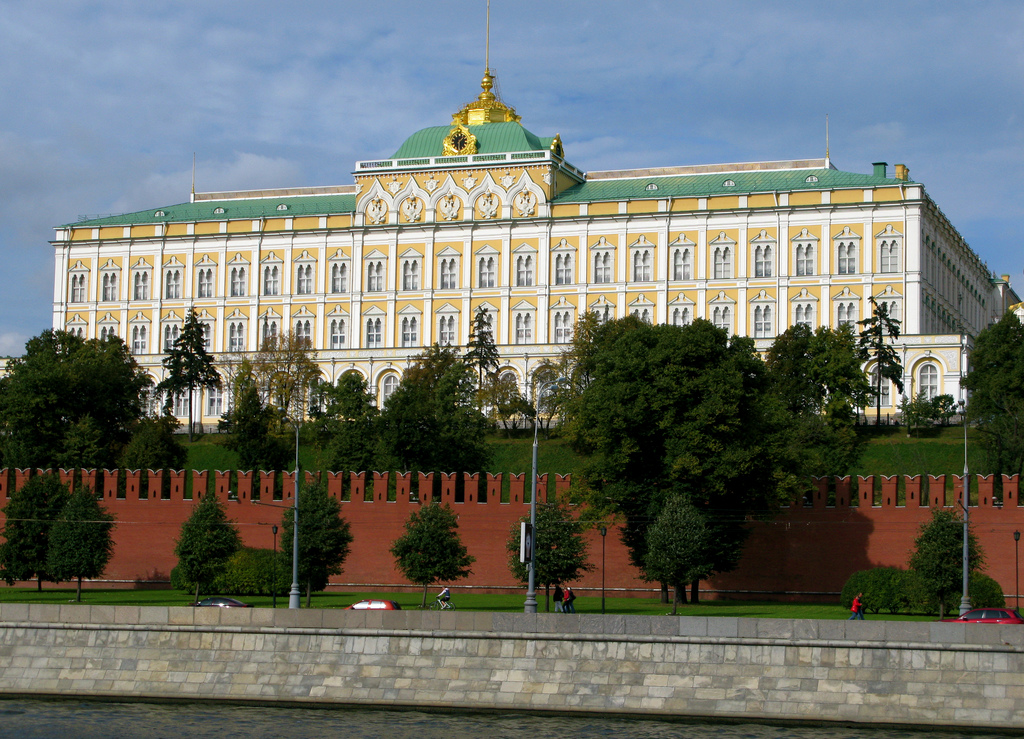
El Gran Palau del Kremlin vist des del Moskvà

El Gran Palau del Kremlin (en rus Большой Кремлёвский дворец, Bolxoi Kremliovski dvorets) és la residència oficial del president de Rússia. És a la part sud-est del Kremlin de Moscou, al cim del turó de Borovítskaia (o de la Pineda).
En el seu aspecte actual, el Gran Palau del Kremlin data del període 1838-1850 i va ser erigit per iniciativa del tsar Nicolau al mateix lloc de l'antic edifici del gran palau del príncep Ivan III de Moscou, del segle xv, i del palau de l'emperadriu Elisabet, del segle xviii. El projecte i la construcció van ser duts a terme pel grup d'arquitectes encapçalat per Nikolai Txitxagov, Vladímir Bakariov, Fiódor Richter, Piotr Gueràsimov i Fiódor Sólntsev, sota la direcció del famós arquitecte Konstantín Thon.
El conjunt fa 125 metres de llarg i 44 metres d'alçària, ocupa 25.000 metres quadrats, compta amb 700 sales i inclou antigues residències dels tsars com el Palau de les Facetes, el Palau Daurat de la Tsarina, el Palau dels Tèrems, el Palau Estatal del Kremlin i les esglésies palatines.
La seva façana principal dona al riu Moskvà. Vist des de l'exterior, el palau sembla tenir tres pisos, però només en té dos: el que passa és que el segon pis té dues fileres de finestres amb arcs trilobulats, a la manera dels tèrems o mansardes russes del segle xvii. Tots els interiors del palau del segle xix estan ben conservats. En la seva ornamentació es troben elements de diversos estils del barroc i del classicisme. Per a la decoració interior es van convidar destacats pintors i escultors. Seguint els seus esbossos i esquemes es van realitzar el mobiliari, les porcellanes, les aranyes de vidre, els rellotges i molts altres objectes de la decoració palatina confeccionats en famoses fàbriques, empreses i tallers de Rússia.

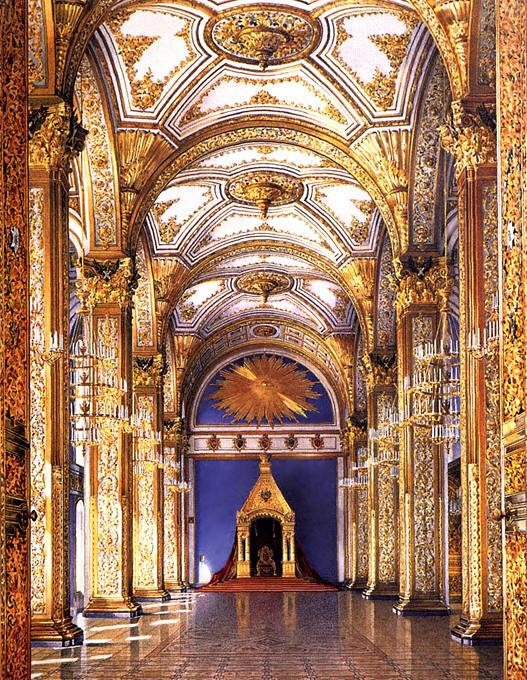
Sala de Sant Andreu

Les sales per a les recepcions ocupen tota la segona planta del Gran Palau del Kremlin. Aquestes grans sales són la de Sant Jordi (de 61 m de longitud, 17,5 m d'alçària i 20,5 m d'ample, la més gran de les sales de recepció), la de Sant Vladímir, la de Sant Andreu, la de Sant Alexandre i la de Santa Сaterina. Els seus noms corresponen a les condecoracions russes d'abans de la Revolució, els elements de les quals estan inclosos com a ornament a les motllures de cada sala i a la tapisseria dels mobles, que agafa els tons de la banda dels respectius ordes. Per exemple, la sala de Sant Vladímir deu el seu nom a l'Orde de Sant Vladímir, instituït el 1782 per la tsarina Caterina II. Aquesta sala comunica el palau del segle xix amb els antics edificis dels segles xv-xvii.
La decoració de la sala de Sant Jordi està consagrada a la glòria militar russa. Al llarg de les parets s'alineen columnes i a cadascuna hi reposa una estàtua al·legòrica, encarnació de la victòria de les armes russes. La volta semicircular de la sala, amb abundants motllures, es recolza en gruixudes pilastres. Als nínxols que hi ha entre les pilastres hi figuren plaques de marbre en què apareixen escrits amb lletres d'or dels noms dels herois i de les unitats militars que van aconseguir la glòria en els combats. És precisament a la sala de Sant Jordi on se celebren les recepcions solemnes i s'organitzen les festes en honor dels veterans de la Gran Guerra Pàtria, entre altres esdeveniments.
Entre 1933 i 1934, es van remodelar les sales de recepció de Sant Alexandre i de Sant Andreu per tal d'albergar-hi les sessions del Consell Suprem de l'antiga URSS, amb què durant molts anys van perdre la magnificència dels seus interiors. Entre els anys 1994 i 1998, per ordre del president de la Federació Russa, les sales del Gran Palau del Kremlin van ser novament habilitades per complir amb el seu propòsit original.